# Stadion Milenium w Wojkowicach
Stadion Milenium – stadion sportowy w Wojkowicach, w Polsce. Został otwarty 22 lipca 1960 roku. Może pomieścić 500 widzów. Swoje spotkania rozgrywają na nim piłkarze klubu Górnik Wojkowice.
Budowę stadionu planowono już od 1950 roku, ale decyzję o rozpoczęciu prac podjęto w roku 1958. Powołany został Komitet Budowy Obiektów Sportowych, na którego czele stanął Jan Magner. Budowa była możliwa dzięki wsparciu finansowemu kopalni „Jowisz”, a także cementowni „Saturn” i piaskowni „Siemonia”. Całkowity koszt budowy stadionu wyniósł 7,6 mln zł. Wiele prac wykonali także w czynie społecznym mieszkańcy Wojkowic. Otwarcie obiektu odbyło się 22 lipca 1960 roku, w 35-lecie klubu Górnik Wojkowice. Głównym gościem ceremonii otwarcia był ówczesny zastępca przewodniczącego Prezydium Wojewódzkiej Rady Narodowej, płk. Jerzy Ziętek. Obiekt powstał w miejscowym lasku (późniejszy Park Miejski). Nazwa „Milenium” została wybrana przez mieszkańców Wojkowic. W sezonach 1968/1969, 1973/1974 i 1974/1975 stadion gościł występy Górnika Wojkowice w II lidze. W momencie otwarcia obiekt mógł pomieścić 10 000 widzów, obecnie jego pojemność jest ograniczona do 500 osób.